# 豪商 稲葉本家
豪商 稲葉本家（ごうしょう いなばほんけ）は、京都府京丹後市久美浜町3102にある史跡。所有者は京丹後市であり、「NPO法人わくわくする久美浜をつくる会」が展示体験施設して運営している。稲葉家住宅（いなばけじゅうたく）とも呼ばれ、主屋は登録有形文化財。

## 歴史

13代稲葉市郎右衛門像

天文7年（1538年）の『丹後国御檀家帳』には、後の久美浜町東本町と西本町に推定される地域にはすでに500軒もの家が立ち並んでいたことが記されている。天正10年（1582年）には松井康之が松倉城に入城し、久美浜は城下町として成立した。
織田信長の家臣であり美濃国の稲葉一族の末裔とされる稲葉家は、丹後国熊野郡久美浜で糀（こうじ）製造を手掛けて財を成し、それを元手に廻船業で巨万の富を得た。最終的には近隣諸藩の金融を一手に引き受ける豪家となっている。
1871年（明治3年）に家督を継いだ12代稲葉市郎右衛門（英裕）は、1885年（明治18年）から1890年（明治23年）に今日の稲葉家の建物を築き、広い敷地に屋敷・長屋門・土蔵離れ座敷などが配置された。12代稲葉市郎右衛門は衆議院議員、熊野郡会議長を務めた政治家でもあった。
1915年（大正4年）に家督を継いだ13代稲葉市郎右衛門（景介）は、私財をなげうって国鉄宮津線豊岡駅 - 久美浜駅間（現在の京都丹後鉄道宮豊線）を開通させた。1950年（昭和25年）、熊野郡町村会によって稲葉家の敷地内に13代稲葉市郎右衛門像が建立された。
久美浜港一帯はみなとオアシスの登録をしており、当館はみなとオアシス京たんごの構成施設の一である。2018年（平成30年）5月3日にNPO法人「わくわくする久美浜をつくる会」が「写真のミツタ」と（兵庫県豊岡市）と連携して翌春に成人式を迎える若者たちの写真撮影会が開催された。撮影は、ケヤキの柱を多用した室内や中庭、白壁の堀などさまざまな場所で行われた。振袖姿の女性6人が母親や祖母たちに付き添われて笑顔を見せていた。

## 建築

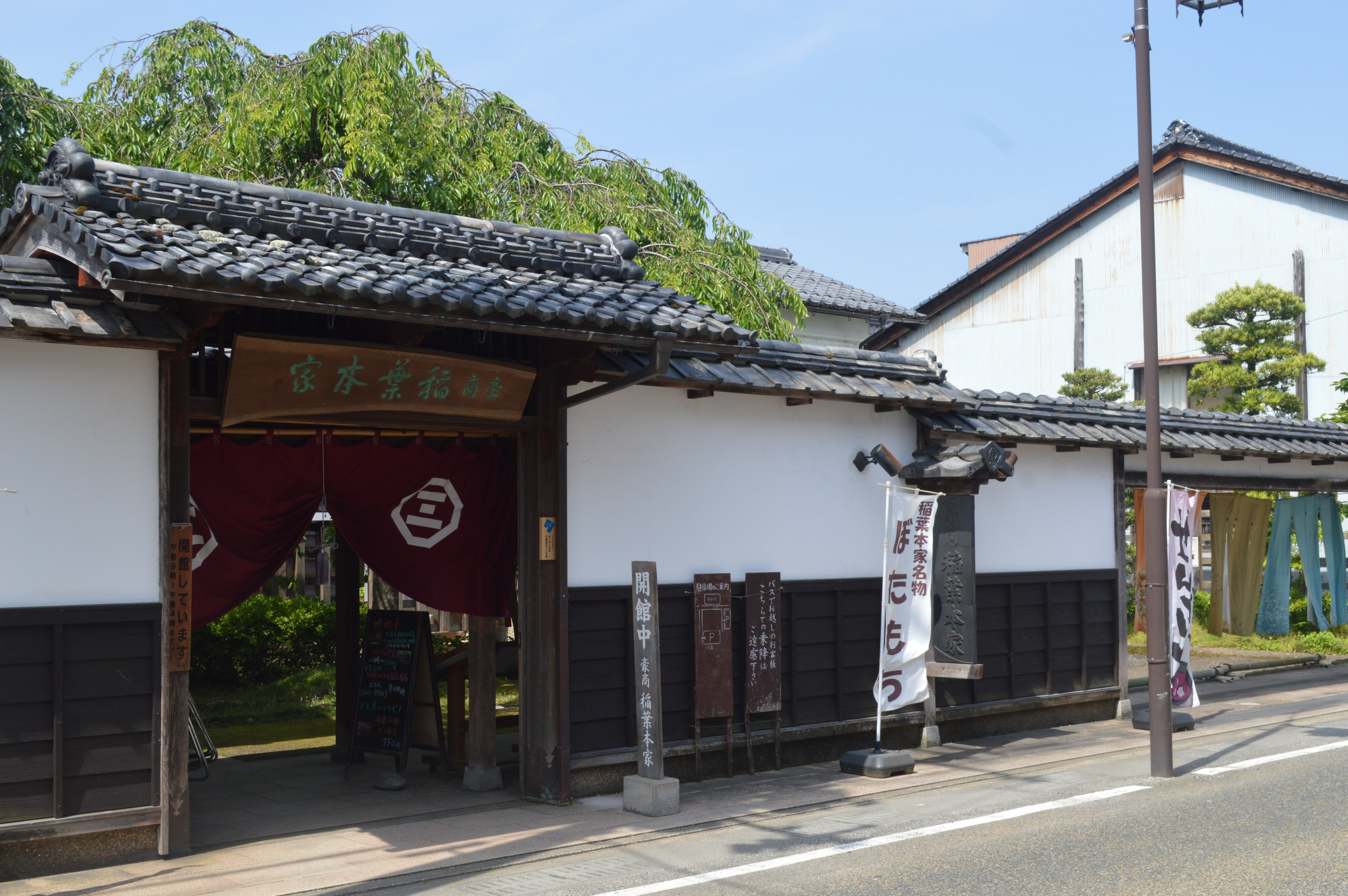
表門

稲葉家主屋は切妻造・桟瓦葺の木造2階建であり、その建築面積は390平方メートルである。手がけたのは地元の大工である黒崎文吉。桁行6間半・梁行7間半の主体部を中心として、四方に部屋がせり出している。
江戸時代に阿波国徳島藩の蜂須賀斉昌が当地を訪れた際には、吟松舎（ぎんしょうしゃ）が建立された。吟松舎は妻入・桟瓦葺・切妻造の平屋建であり、桁行3間・梁行4間半の主体部を中心として、東側に8畳の座敷が、西側に6畳の口の間がせり出している。
- 主屋（母屋）
- 吟松舎
- 雛御門
- 2棟の蔵資料館

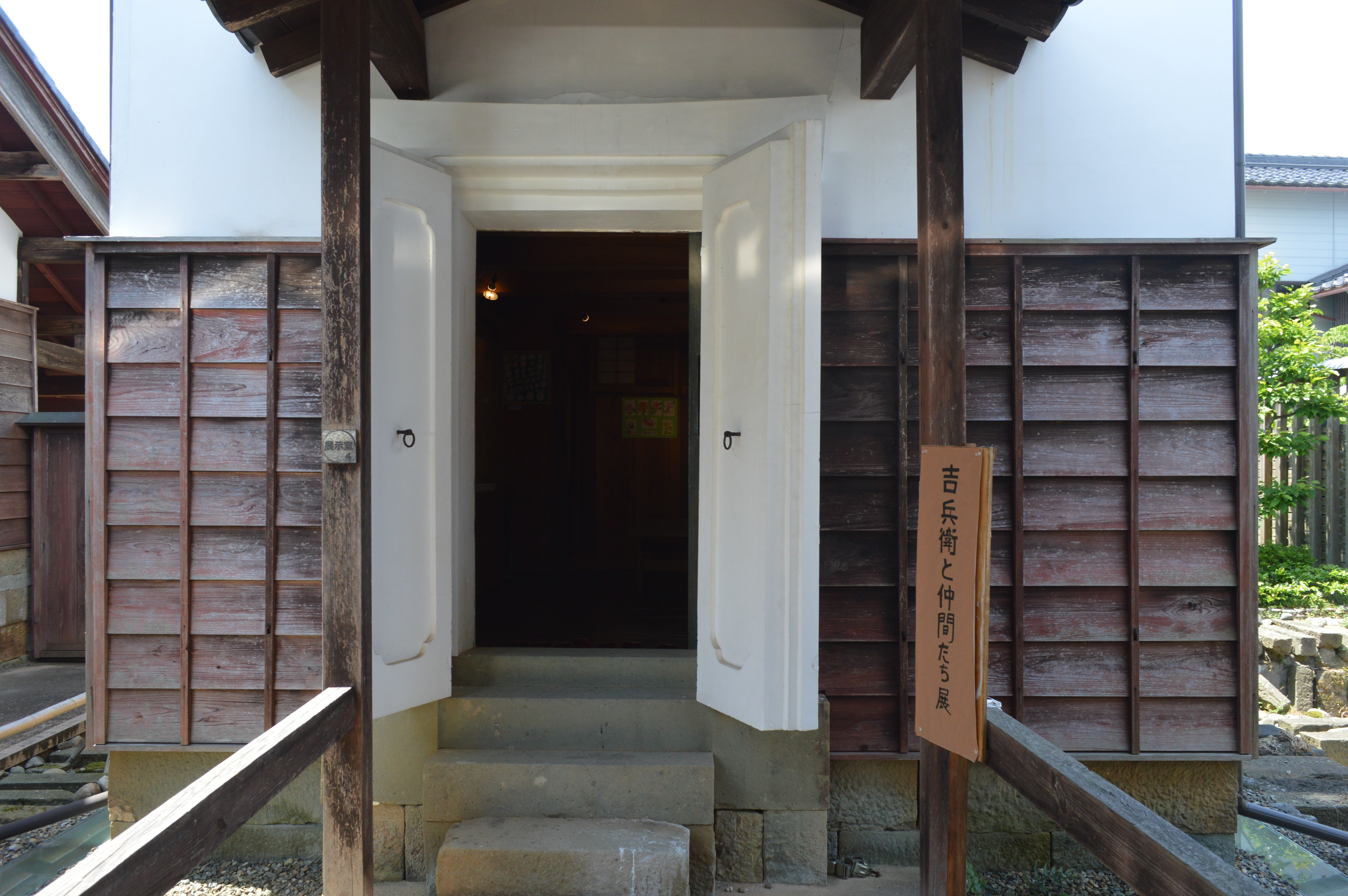
蔵資料館
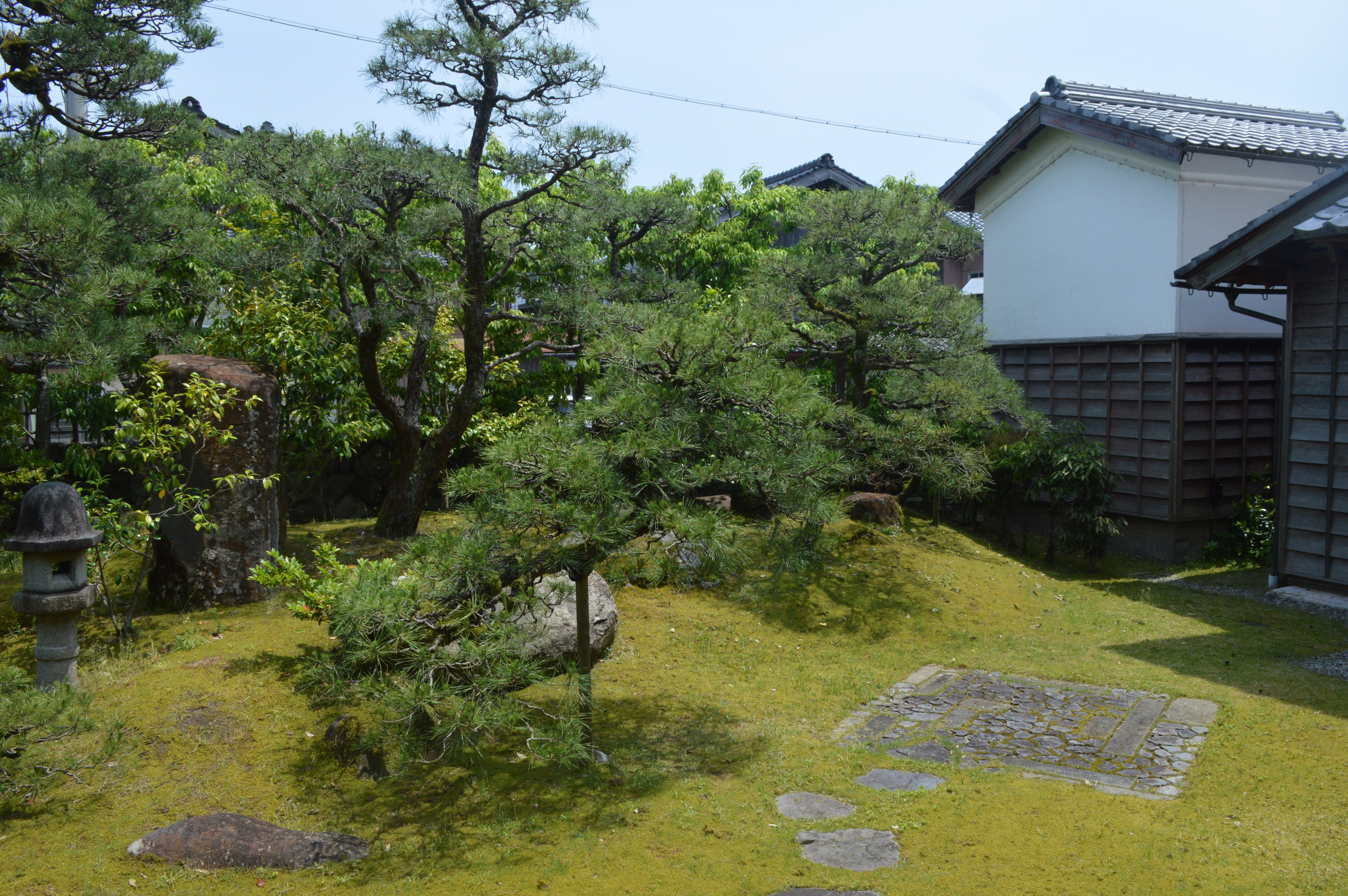
庭園

## 利用案内
- 開館時間：9時 - 16時
- 休館日：毎週水曜日

館内には、2017年（平成29年）に京都府立久美浜高等学校福祉系列の生徒が点訳したパンフレットが寄贈され、閲覧できるようにされている。